# Marion Weed
Marion Weed (12. September 1865 in Rochester – 22. Juni 1947 ebenda) war eine US-amerikanische Opernsängerin (Sopran) und Gesangspädagogin.

## Leben
Weed, die Tochter eines Kaufmanns, kam, nachdem sie in Amerika vielfach in Konzerten und in der Kirche gesungen hatte, nach Deutschland, um sich bei Lilli Lehmann für die Bühne ausbilden zu lassen.
Von 1896 bis 1898  erhielt sie ein Engagement in Köln, 1898 sang sie die „Freya“ in Rheingold bei den Bayreuther Festspielen. 1898 ging sie an die Hamburger Oper. Ganz besondere Erwähnung verdient ihre Darbietung als „Kirke“ im gleichnamigen Musikdrama von August Bungert, welches ihrer ganz vortrefflichen Leistung unzweifelhaft einen erheblichen Teil der hervorgerufenen Wirkung zu verdanken hat (22. September 1899). 
1903 ging sie an die Metropolitan Opera in New York (Antrittsrolle: „Brünnhilde“ in der Walküre); Bis 1908 sang sie dort die „Kundry“ im Parsifal, die „Isolde“ in Tristan und Isolde, die „Venus“ im Tannhäuser, die „Mutter“ in Hänsel und Gretel und den „Orlowsky“ in der Fledermaus, insgesamt in fünf Jahren 17 Partien in 70 Vorstellungen. 1910 trat sie in Hamburg und Hannover als Gast auf.
Nach Beendigung ihrer Bühnenkarriere arbeitete sie als Gesangspädagogin, auch an der Eastman School of Music in Rochester.